# Schronisko Strzecha Akademicka
Schronisko Strzecha Akademicka (deutsch Hampelbaude, Hempelbaude, tschechisch Hamplova bouda) ist die polnische Bezeichnung einer Bergbaude auf der nördlichen (polnischen) Seite des Riesengebirge-Hauptkamms.

## Lage
Die Baude liegt zwischen dem Karkessel des Mały Staw (Kleiner Teich) und des Biały Jar (Seifengrube) auf einer Höhe von 1258 Metern über dem Meeresspiegel. Hier führt ein blau markierter Wanderweg aus Karpacz kommend weiter über die Równia pod Śnieżką (Koppenplan), oberhalb der Kare von Kocioł Łomniczki (Melzergrund) und Obří důl (Riesengrund) in Richtung Schneekoppe. Etwa 10 Minuten zu Fuß entfernt liegt die frühere „Kleine Teichbaude“ (Schronisko Samotnia – übersetzt etwa „Einsames Obdach“).

## Geschichte

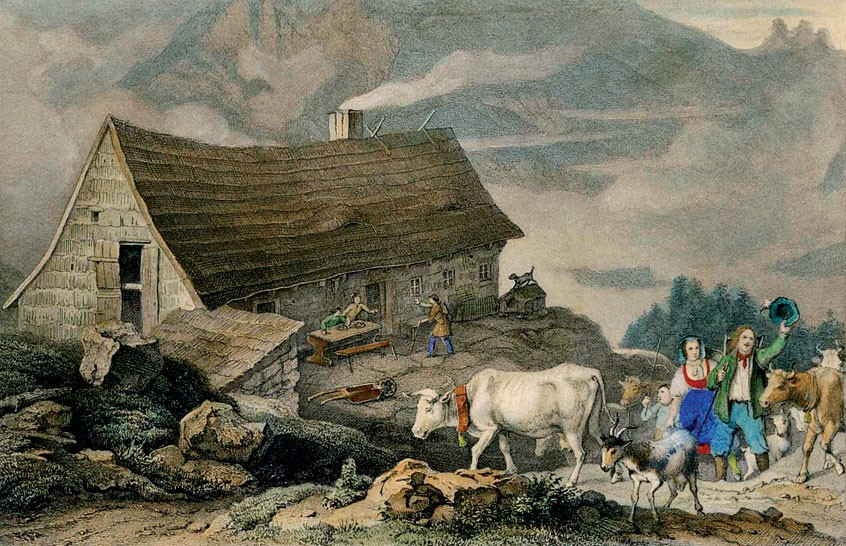
Hampelbaude 1838 von Ludwig Richter

Die Hampelbaude gilt nach der „Alten Schlesischen Baude“ (Schronisko Pod Łabskim Szczytem), die auf das Jahr 1632 zurückgeht, als älteste winterfeste Baude auf der schlesischen Seite des Gebirges. Sie wird erstmals im Grenzvertrag zwischen den Herrschaften Kynast und Starkenbach vom 17. Juli 1657 als „Danielsbaude“ erwähnt.
Das genaue Datum der Gründung ist nicht bekannt, doch mehrere Quellen erwähnen einen gewissen Samuel Breiter (unterschiedliche Schreibweisen sind möglich) als ersten Koppenführer, Teichwärter und Kirchvater der Koppenkapelle. Dieser habe im Zusammenhang mit dem Bau der Kapelle auf der Schneekoppe eine erste hölzerne Hütte an der westlichen Seiffenlehne errichtet. Wenn er nicht auf die Fische des Grafen Schaffgotsch im Kleinen Teich aufpasste, soll er Wirt der Bre(i-t)t(h)er- oder Samuelsbaude gewesen sein und zur Begrüßung, Unterhaltung und zum Abschied seiner Gäste auf dem Waldhorn geblasen haben. Die zeitlichen Angaben sind weniger genau und reichen vom Jahr 1654 als möglichem Baujahr bis 1740, wo er letztmals als Wirt genannt wird.
Die Lage dieser ersten Baude lässt sich nicht mehr feststellen, man glaubt jedoch, dass sie in unmittelbarer Nähe der jetzigen Baude stand, obwohl sich der Standort zur Verbesserung der Wasserversorgung mehrmals änderte. Sie war auch unter den Namen „Letzte Baude“ und „Koppenbaude“ bekannt, da sie auf der schlesischen Seite des Gebirges die letzte Herberge vor der Schneekoppe war. Den heutigen Namen, wie er im Deutschen und Tschechischen verwendet wird, erhielt sie nach den Gebrüdern Hempel (mundartlich Hampel), die zwischen 1758 und 1863 als Besitzer nachweisbar sind.
Von 1696 bis 1824 wurde ein Gipfelbuch geführt, welches zahlreiche nennenswerte Gäste aufführt, so z. B. 1697 den Grundherrn, Graf Christian Leopold von Schaffgotsch und 1723 Graf Franz Anton von Sporck. In der Nacht vom 22. auf den 23. September 1790 soll Goethe hier im Heu übernachtet haben, bevor er im Morgengrauen zusammen mit seinem Diener Goetze die Schneekoppe bestieg, um den Sonnenaufgang zu erleben.
Am 18. August 1800 waren König Friedrich Wilhelm III. und die Königin Luise zu Gast. Am 13. August 1797 trug sich der Dichter Heinrich von Kleist mit seiner „Hymne an der Sonne“ in das Koppenbuch ein. Am 14. August 1838 machte der Maler Ludwig Richter Rast und brachte kunstvoll das obenstehende Bild zu Papier. In sein Tagebuch notierte Richter: „Unzählige Reisende. Damen getragen. Schöne Mädchen. Eine ungeheure Milchsuppe überschwemmt die Stube, da der Boden des Topfes bricht.“
Für den beginnenden Tourismus bekam die Baude zunehmend Bedeutung und bereits im Jahr 1839 kann man im „Sudetenführer“ aus dem von Julius Krebs Folgendes lesen:

„Nächst der Wiesenbaude ist wohl die Hampelbaude, 3866 F. hoch, ½ Meile nördlich am Westabhange der Seiffenlehne, am meisten besucht, und der gewöhnliche Lagerort der Koppenbesteiger von Seidorf, Arnsdorf oder Krummhübel her, sowie die Einkehr für Schleichhändler. Die Verpflegung ist nicht üppig, aber erträglich.“

Der nächste Eigentümer war Johann Adolph, der sie bis zum Jahr 1866 bewirtschaftete. Dann übernahm sie als neuer Wirt Franz Kraus, der sie 1883 seinem Sohn übertrug. Um den gestiegenen Bedürfnissen durch den Fremdenverkehr Rechnung zu tragen, erfolgte im Jahr 1896 ein umfassender Umbau, der jedoch mit der alten Baude, wie sie das Bild von Richter zeigt, nichts mehr gemein hatte.
In der Nacht vom 31. März zum 1. April 1906 brach wegen einer undichten Stelle im Kamin ein Feuer aus. Die herbeigerufene Feuerwehr hielt die Meldung aber zunächst für einen Aprilscherz und kam zu spät, sodass die Baude vollständig niederbrannte. Sehr schnell, schon am 8. September desselben Jahres wurde nach dem Wiederaufbau die neue Hampelbaude eröffnet. Sie war außerordentlich modern ausgestattet. Die komfortabel eingerichteten Zimmer hatten fließendes Wasser und ein Bad und besaßen bereits elektrische Beleuchtung und Heizung. Der Neubau vereinigte also schon damals auf gelungene Weise die alte Baudenform mit den Ansprüchen an ein modernes Berghotel und blieb bis auf eine Erweiterung im Jahr 1912 bis heute fast unverändert.
Nach dem Zweiten Weltkrieg und der Vertreibung der deutschen Bevölkerung wurde das Haus vom YMCA Polska (zu deutsch CVJM = Christlicher Verein Junger Menschen) als Herberge übernommen. Nach der Liquidation des YMCA durch die kommunistischen Machthaber 1949 wurde es dann für kurze Zeit vom „Centrala Akademickiego Zrzeszenia Sportowego“ in Krakau geführt und seitdem ist der Name der Herberge mit dem Akademischen Sportverband verbunden. In den Jahren 1950–1956 diente es als Ferienhaus des staatlichen FWP (Fundusz Wczasów Pracowniczych = Arbeiterurlaubsfonds). Seit 1957 ist die Schutzhütte „Strzecha Akademicka“ Eigentum des polnischen Tourismusverbands PTTK (Polskie Towarzystwo Turystyczno-Krajoznawcze).
Ab den 1970er Jahren ermöglichte der Bau eines Schlepplifts und die Einrichtung der Skiabfahrt „Złotówka“ den Betrieb während der Wintersaison. Mittlerweile gibt es dort neben einem zweiten Lift auch eine Bob- und Rodelbahn. In den folgenden Jahren wurde sie immer wieder modernisiert. 1995 erhielt sie ein neues Kupferdach. In den Jahren 2000–2003 wurden Fenster und Sanitäranlagen renoviert; außerdem erhielt die Herberge eine Sauna und weitere Freizeiteinrichtungen.